# Khullam Khulla Pyaar Karen
Khullam Khulla Pyaar Karen (hindi: खुल्लम खुल्ला प्यार करें, urdu: کھلم کھلا پیار کریں, ttj. "Kochajmy się otwarcie") to bollywoodzka komedia, która mimo Preity Zinta i Govindy w rolach głównych nie cieszyła się w Indiach ani popularnością ani uznaniem krytyków.

## Obsada
- Govinda... Raja
- Preity Zinta... Priti
- Satish Kaushik ... Sindhi
- Sadashiv Amrapurkar... Supremo/Trikal Anna
- Prem Chopra.. Damani
- Kader Khan... Goverdhan
- Mohnish Behl... Vicky
- Himani Shivpuri... żona Goverdhana
- Johnny Lever... gangster

## Muzyka i piosenki
Muzykę do filmu skomponował braterski duet Anand-Milind, autorzy muzyki do takich filmów jak Qayamat Se Qayamat Tak (Nagroda Filmfare za Najlepszą Muzykę), Dil, Beta, Hero No. 1, Bestia, Baaghi, Inteqam: The Perfect Game   i Anjaam.
- Tere Ishq Mein Pad Gayi Re
- Ye Ladki Nahi Banaras Ka Paan Hai
- Bagalwali Aankh Maare
- Khullam Khulla Pyar Karen
- Maare Nazar Ki Katari
- Bachalo Bachalo
- Challa Challa
- Khullam Khulla Pyar Karen (Remix)